# Vladimír Kučera (novinář)
Vladimír Kučera (3. dubna 1947 Praha – 4. července 2019 Praha) byl český novinář, publicista, scenárista, v posledních letech života známý zejména jako moderátor televizního pořadu Historie.cs.

## Životopis
Narodil se 3. dubna 1947 v Praze. V roce 1974 absolvoval Fakultu žurnalistiky Univerzity Karlovy, nemohl se však věnovat své profesi kvůli vyjádření kritického názoru na srpnovou okupaci roku 1968, a nastoupil tak do Ústavu zdravotní výchovy Praha, kde zůstal do konce roku 1989. Publikovat mohl pouze externě pod pseudonymem Ladislav Kučírek, který užíval k psaní sloupků do víkendové přílohy tehdejší Mladé fronty. Externě spolupracoval také s „dětskou redakcí“ Československé televize.
V roce 1990 nastoupil do deníku Práce, poté v roce 1992 spoluzakládal deník Prostor, po jeho konci působil v Lidové demokracii a Večerní Praze. V roce 1998 odešel na volnou nohu a psal různé texty zejména názorového charakteru pro různá média. Několik jeho rozhovorů či komentářových souborů poté vyšlo i knižně.
Od roku 2007 se stal spoluautorem a moderátorem pořadu České televize Historie.cs, který si brzy získal stabilní publikum. Moderoval a podílel se také na tvorbě pořadu Politické spektrum, spolupracoval i na řadě dokumentů z cyklů Neznámí hrdinové, Sbohem, Československo, Labyrintem revoluce (o událostech roku 1989), Konečné řešení (o atentátu na R. Heydricha). Autorsky se podílel na satirickém pořadu Stalo se…
Psal také texty písní, např. pro Hanu Hegerovou, Petru Černockou či Zdeňka Mertu. Znám je rovněž jako autor námětu k filmu Karla Kachyni Blázni a děvčátka (1989).
Pořad Historie.cs byl opakovaně ohodnocen cenou České filmové a televizní akademie Elsa (2008 a 2010), obdržel i cenu Nadačního fondu Josefa Luxe za rok 2009. V roce 2011 Kučera převzal Čestnou medaili Vojtěcha Náprstka, udělovanou Akademií věd ČR za popularizaci vědy (za rok 2010). V roce 2012 získal spolu s Čestmírem Fraňkem a Marií Šedivou-Koldinskou za pořad Historie.cs Cenu Václava Havla za přínos občanské společnosti od Českého filmového a televizního svazu a města Beroun. V roce 2016 obdržel Cenu Ferdinanda Peroutky, přičemž zástupci udělující Společnosti Ferdinanda Peroutky ocenili mimo jiné jeho „otevřené a nebojácné“ komentáře a podíl na pořadu Historie.cs.
Dne 4. července 2019 Česká televize informovala o tom, že Vladimír Kučera téhož dne zemřel ve věku 72 let v jedné z pražských nemocnic.

## Dílo
- KUČERA, Vladimír; KUČEROVÁ, Sylvie. Z dejín zločinu a trestu. Bratislava: Obzor, 1970. 232 s. (slovensky)
- KUČERA, Vladimír. Balada o dřevěném světě. Praha: Mladá fronta, 1989. 93 s. ISBN 80-204-0013-3.
- KUČERA, Vladimír; TRUKSA, Zdeněk. Běhy na střední a dlouhé tratě. Praha: Olympia, 2004. ISBN 978-80-7033-324-2.
- KUČERA, Vladimír; NAVARA, Luděk; STEIGERWALD, Karel. Dějiny v manéži. Praha: Euroslavica, 2013. 302 s. ISBN 978-80-85494-98-3.
- KUČERA, Vladimír. Občan Ondřej Vetchý. Praha: Vyšehrad, 2014.
- RYCHLÍK, Jan; KUČERA, Vladimír. Historie, mýty, jízdní řády. Praha: Vyšehrad, 2015. 208 s. ISBN 978-80-7429-655-0.
- KUČERA, Vladimír. Aby bylo jasno. Praha: Togga, 2018. 236 s. ISBN 978-80-7476-136-2.
- KUČERA, Vladimír. Stálo to za to?. Praha: Česká televize, 2019. 336 s. (Edice ČT). ISBN 978-80-7404-317-8 (Česká televize), ISBN 978-80-7448-085-0 (Albatros Media).
- KUČERA, Karel; KUČERA, Vladimír. Praha světová: devět rozhovorů o hlavním městě. Praha: Vyšehrad, 2019. 184 s. ISBN 978-80-7601-096-3.